# Myrmecorhynchus rufithorax
Myrmecorhynchus rufithorax är en myrart som beskrevs av Clark 1934. Myrmecorhynchus rufithorax ingår i släktet Myrmecorhynchus och familjen myror. Inga underarter finns listade i Catalogue of Life.